# فرانسيسكو ماسيل
فرانسيسكو ماسيل (بالإسبانية: Francisco Maciel García)‏ مواليد 1 يوليو 1964 في ولاية كويريتارو، هو لاعب كرة مضرب مكسيكي سابق بدأ مسيرته كمحترف سنة 1982 وكان يلعب باليد اليمنى، اعتزل اللعب في 1992. أعلى تصنيف له في الفردي كان المركز الـ 35 في سنة 1986. سبق أن شارك في دورة الألعاب الأولمبية الصيفية. فاز بالميدالية الفضية في دورة الألعاب الاولمبية الصيفية 1984.

## روابط خارجية
- فرانسيسكو ماسيل على موقع رابطة محترفي التنس (الإنجليزية)
- فرانسيسكو ماسيل على موقع الاتحاد الدولي لكرة المضرب (الإنجليزية)
- فرانسيسكو ماسيل على موقع كأس ديفيز (الإنجليزية)
- فرانسيسكو ماسيل على موقع خلاصة التنس.كوم (الإنجليزية)
- فرانسيسكو ماسيل على موقع اللجنة الأولمبية الدولية (الإنجليزية)
- فرانسيسكو ماسيل على موقع أوليمبيديا (الإنجليزية)